# Tamasna
Tamasna, també Tamesna (amazic: ⵜⴰⵎⵙⵏⴰ, Tamesna; àrab: تامسنا, Tāmasnā; de vegades erròniament Tamasma o Tamesma), és una antiga regió natural del Marroc que rep el nom de la paraula amaziga tamasna, que vol dir ‘palmell de la mà’ o ‘plana’. El nom fou aplicat a la regió de la plana atlàntica entre el riu Bouragrag i el Umm al-Rabi, des de Salé fins a Marràqueix. El terreny és fèrtil i el cultiu principal són els cereals. Era el pas natural entre les regions de Fes i Marràqueix; el seu límit oriental venia determinat per una zona de valls i boscos.
La regió s'esmenta per primer cop sota Idris I que la va conquerir durant el seu regnat; a la mort d'Idris II (Idrís al-Àsghar) el 828 la Tamesna, junt amb Wazekkur i la ciutat de Shalla (Salé) va ser pel fill Isa ibn Idris. Posteriorment la zona va anar a mans dels barghawata vers el 890, els quals la van dominar fins al segle xii. El 1059 van arribar els almoràvits i els barghawata van resistir ferotgement; en la lluita va morir el líder espiritual almoràvit Abd-Al·lah ibn Yassín al-Ghazulí, però finalment foren derrotats i en part aniquilats; no obstant quasi cent anys després encara quedaven grups a les muntanyes de Tamasma (1447) que es van oposar a la conquesta almohade, que van enviar diverses expedicions contra ells fins que els van dominar el 1448/1449. El califa almohade va establir a la regió de la Tamesma, que havia quedat despoblada, tribus àrabs nòmades (Khult, Sufyan i Banu Djabir); els marinídes van utilitzar la regió com a zona de pastura i van confiar els seus ramats als hilàlides àrabs i als amazics zenetes i hawwares. La barreja entre àrabs i amazics va donar origen a noves tribus de llengua àrab que es van sedentaritzar i foren conegudes com els Shawiya (Chaouïa). El nom va substituir al de Tamasna que tot i així encara es feia servir en documents oficials del govern al segle xix. Chaouïa designa un territori més petit.